# Генріх Ґеорге
Генріх Ґеорґе (нім. Heinrich George, 9 жовтня 1893, Штеттін — 25 вересня 1946, Заксенгаузен) — німецький актор театру і кіно, театральний режисер.

## Біографія
Георг Август Фрідріх Германн Шульц, з 1932 року також з цивільним ім'ям Генріх Ґеорґе, народився 9 жовтня 1893  року в Штеттіні в сім'ї колишнього палубного офіцера. Відвідував вище реальне училище в Берліні, навчався акторській майстерності в Штеттіні. З 1912 року актор в Кольберзі, Бромберзі і Нойштреліці. У 1914 році пішов добровольцем на фронт, взимку 1915 року отримав важке поранення, у 1917 році був звільнений з армії. Потім — театр в Дрездені (1917—1918) і Франкфурті-на-Майні (1918—1921). У 1920 році — перші гастролі в Берліні, куди він остаточно переїхав 1922 року. Дебют у кіно відбувся в 1921 році, коли він, порушивши умови договору, отримав заборону на виступ в театрі. У 1923 році разом з Александром Гранахом і Елізабет Бергнер створив Театр актора, спробу зробити відомих акторів незалежними від комерційного тиску. У 1925—1928 роках — актор берлінського театру «Фольксбюне», який протягом декількох років очолював Ервін Піскатор. Окрім роботи у Берліні, регулярно виступав на театральному фестивалі в Гейдельберзі (1926—1938). З 1927 року ставив спектаклі.
У кіно часів Веймарської республіки став відомий завдяки персонажам, які намагалися приховати ранимий характер за жорстокою поведінкою. У 1931 році виконав роль Франца Біберкопфа у фільмі «Берлін-Александерплац» Філа Ютці за однойменним романом Альфреда Дебліна.
Успіх його перших звукових фільмів привів Ґеорґе в січні 1931 року до Голлівуду, де він взяв участь в зйомках двох німецькомовних фільмів «Метро-Голдвін-Майєр». Після повернення до Німеччини він одружився з акторкою Бертою Древс, від цього шлюбу народилися двоє синів — Ян Ґеорґе і Ґец Ґеорґе, відомий німецький актор. У 1937 році Ґеорґе отримав призначення на пост інтенданта театру ім. Шиллера в Берліні, на який він заступив у кінці 1938 року після реконструкції будівлі театру.
У 1933 році Ґеорґе, який в Веймарській республіці вважався симпатизантом лівих, стали обходити представники нової влади. У фільмі «Квекс з гітлерюгенда» (1933) він зіграв комуніста, що став націонал-соціалістом. Ґеорґе брав участь і в інших важливих пропагандистських фільмах, таких як «Єврей Зюсс» (Jud Süß, 1940) і «Кольберг» (Kolberg, 1945) Файта Харлана.
У 1940 році він зіграв головну роль у фільмі «Поштмейстер» Густава Учіцького, знятого за мотивами повісті О. С. Пушкіна «Станційний доглядач». Після нападу Німеччини на Радянський Союз 22 червня 1941 року фільм був знятий з екрану.
22 червня 1945 року Ґеорґе за доносом був заарештований органами НКВД і ув'язнений спочатку в Гоеншенгаузені, а потім в спеціальний табір Заксенгаузен під Берліном, де він помер 25 вересня 1946 року від наслідків операції з видалення апендициту. Як причина смерті в акт були записані бронхопневмонія і атрофія серця.
У 1994 році на основі показань свідків одного з колишніх ув'язнених табору в лісовому масиві біля Заксенгаузена вдалося знайти і ідентифікувати останки Ґеорґе. Тепер його могила знаходиться на Целендорфському цвинтарі в Берліні.
14 травня 1998 року генеральна прокуратура Російської Федерації реабілітувала Генріха Ґеорґе.

## Творчість

### Театральні роботи
- 1929 — «Карл і Анна» Л. Франка. Постановка Еріха Енгеля — Ріхард (державний театр («Шаушпільгауз»), Берлін)

### Обрана фільмографія
Всього Генріх Ґеорґе знявся в 80 фільмах
| Рік  |   | Українська назва              | Оригінальна назва                                              | Роль                                  |
| ---- | - | ----------------------------- | -------------------------------------------------------------- | ------------------------------------- |
| 1921 | ф | Кін                           | Kean                                                           | Едмунд Кін                            |
| 1921 | ф | Леді Гамільтон                | Lady Hamilton                                                  | капітан Джон Віллет Пейн              |
| 1922 | ф | Лола Монтес                   | Lola Montez, die Tänzerin des Königs                           | Дон Мігуель                           |
| 1922 | ф | Король Фрідріх. Частина 1     | Fridericus Rex — 1. Teil: Sturm und Drang                      | граф Нейпер                           |
| 1923 | ф | Король Фридрих. Частина 4     | Fridericus Rex — 4. Teil: Schicksalswende                      | Принц Карл фон Лотрінген              |
| 1925 | ф | Вона                          | She                                                            | Гораціо Голлі                         |
| 1927 | ф | Східний експрес               | Orientexpress                                                  | Петер Карг                            |
| 1927 | ф | Метрополіс                    | Metropolis                                                     | Грот                                  |
| 1929 | ф | Манолеску — король злодіїв    | Manolescu - Der König der Hochstapler                          | Джек                                  |
| 1930 | ф | Інший                         | Der Andere                                                     | Діккерт                               |
| 1930 | ф | Дрейфус                       | Dreyfus                                                        | Еміль Золя                            |
| 1931 | ф | Берлін-Александерплац         | Berlin-Alexanderplatz                                          | Франц Біберкопф                       |
| 1933 | ф | Квекс із гітлерюгенда         | Hitlerjunge Quex: Ein Film vom Opfergeist der deutschen Jugend | батько Гайні Фелькера                 |
| 1935 | ф | Діва Жанна                    | Das Mädchen Johanna                                            | Герцог Бургундський                   |
| 1936 | ф | Стенька Разін                 | Stjenka Rasin                                                  | князь Долгорукий                      |
| 1938 | ф | Вітчизна                      | Heimat                                                         | Леопольд фон Шварц                    |
| 1940 | ф | Фрідріх Шиллер — Тріумф генія | Friedrich Schiller — Der Triumph eines Genies                  | Карл Еуген, великий князь Вюртемберга |
| 1940 | ф | Єврей Зюсс                    | Jud Süß                                                        | Карл Александр (герцог Вюртемберга)   |
| 1940 | ф | Поштмейстер                   | Der Postmeister                                                | 'Поштмейстер                          |
| 1942 | ф | Андреас Шлютер                | Andreas Schlüter                                               | Андреас Шлютер                        |
| 1944 | ф | Дегенхардти                   | Die Degenhardts                                                | герр Дегенхардт'                      |
| 1945 | ф | Доктор Додерлейн              | Dr. phil. Doederlein                                           | Франц Додерлейн                       |
| 1945 | ф | Кольберг                      | Kolberg                                                        | бургомістр Йоахім Неттельбек          |